# سیریل بیکن
سیریل بیکن (انگلیسی: Cyril Bacon; ۹ نوامبر ۱۹۱۹ – ۲۶ مارس ۲۰۰۱) بازیکن فوتبال اهل بریتانیا بود.
از باشگاه‌هایی که در آن بازی کرده‌است می‌توان به باشگاه فوتبال لیتون اورینت اشاره کرد.